# Cœur-de-la-Vallée
Cœur-de-la-Vallée község Franciaország Grand Est régiójában, Marne megyében. Új községként 2023. január 1-jén jött létre Binson-et-Orquigny, Reuil és Villers-sous-Châtillon korábbi község egyesítésével.

## Népesség
| Lakosok száma | 281  | 648  | 645  |
|               | 2020 | 2021 | 2022 |